# Maico Buncio

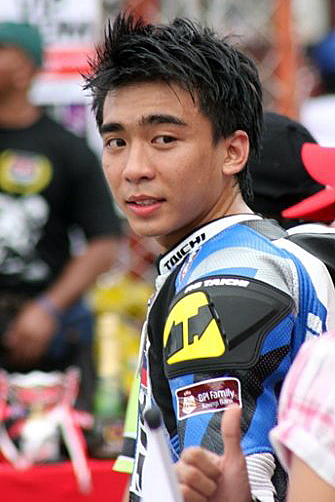
Buncio in 2009

Maico Greg Buncio (10 september 1988 - Manilla, 15 mei 2011) was een Filipijns motorcoureur. Hij werd wel omschreven als de "snelste Filipino op twee wielen".
Maico, die door zijn vader Gregorio Buncio, werd vernoemd naar een Europees motormerk, begon al op driejarige leeftijd met motorracen, nog voor hij leerde fietsen. Op achtjarige leeftijd begon hij met motorcross races. Hij was daarin succesvol en diverse races waaronder de FBO Motocross Series van 1996 in Tagaytay in de 50cc categorie voor onder 10 jaar. Op 26 mei 2002 representeerde hij de Filipijnen in het FMF Memorial Day Motocross Races in de Amerikaanse plaats Perris, waar hij als eerste eindigde in de 85cc categorie voor onder 14 jaar. Daarna begon hij met racen op het circuit in de "underbone" categorie (100 tot 125 cc). Ook in die klasse maakte hij indruk. Zo deed hij in 2004 mee aan de Yamaha ASEAN Cup in Maleisië, waar hij met zijn optreden de titel "rookie of the year" toegekend kreeg. In 2007 maakte Buncio een succesvolle overstap naar de zwaardere superbike categorie (400cc). Hij werd viermaal nationaal kampioen in de superbike klasse en vertegenwoordigde de Filipijnen in het Asia Road Racing Championship namens Team Suzuki Pilipinas.
Op 14 mei 2011 had Buncio een ernstig ongeluk tijdens een kwalificatierace op Clark International Speedway Racing Circuit in Angeles. Bij een snelheid van zo'n 220 km/u kwam zijn GSXR 600 motor in het losse grind naast de baan terecht. Hij werd van zijn motor geslingerd en vloog 100 meter verder tegen een in aanbouw zijnde vangrail. Een uitstekende stalen balk doorboorde daarbij zijn lichaam en beschadigde zijn nier en lever. In allerijl werd hij eerst overgebracht naar een lokaal ziekenhuis, en later naar het University of Santo Tomas Hospital in Manilla. Daar overleed Buncio in de vroege ochtend van 15 mei aan de gevolgen van het ongeluk. Hij werd op 21 mei 2011 begraven op Loyola Memorial Park in Marikina.